# كارز 2 (لعبة فيديو)
كارز 2 (بالإنجليزية: Cars 2)‏ هي لعبة من نوع السباقات صدرت في 2011 لـ ويندوز، بلاي ستيشن 3، إكس بوكس 360، وي، آي أو إس، ماك أو إس، نينتندو دي إس، نينتندو 3دي إس و هي من تطوير أفالنش سوفتوير وديزني إنترأكتيف ستوديوز و نشر شركة ديزني إنترأكتيف ستوديوز . اللعبة وشخصياتها مستندة على فيلم سيارات 2، تحتوي اللعبة على اللغة العربية.

## اللّعب
في كارز 2، الثلاثية الأبعاد واللعبة للسباق، اللاعبين لديهم خيار من 25 شخصا (سيارة) مختلفة وتدرب ليصبحوا جواسيس ذات المستوى العالمي. كجزء من التدريب. لاعبين يشاركون في بعثات باستخدام أدوات التكنولوجيا الفائقة، على سبيل المثال، لتجنب الأعداء أو إبطاء.
اللعبة لديها ثلاثة أنواع من الجوائز: البرونز والفضة والذهب. يتم احتساب النقاط في قيم مختلفة اعتمادا على ما نوع من اللاعبين فئة السيارة استخدامها. وتنقسم شخصيات اللعبة إلى ثلاث فئات الوزن: الثقيلة والمتوسطة والخفيفة. يمكن للاعبين فتح السيارات، والمسارات والبعثات الجديدة من خلال جمع الشعارات. وسائط متعددة في أنخفاض دعم ما يصل إلى أربعة لاعبين في وقت واحد.

## ملخص
على أساس استوديو بيكسار للرسوم المتحركة، كارز 2: ذا فيديو جيم يلي مآثر سيارة الشخصيات برق بنزين وماطم حيث التدريب في منشأة سرية تعرف باسم كروم، المقر الرئيسي لقيادة مهمات سرية والميكانيكة. وانضم اليهم من قبل وكلاء المخابرات البريطانية جنّ مصور وهدى دريكسون لأنهما يحاولان تحويل ما يعادل سيارة إلى جاسوس.

## التطوير
تم إنذار في المباراة الأولى على الجمهور في معرض E3 2011. تم كشف النقاب أيضا أنه في معرض الأمريكية لعبة الدولي في مدينة نيويورك. وفقا لمقابلة الفيديو على الخط لعبة، جون يوم، منتج اللعبة، وقال انهم يريدون خلق لعبة سباقات جيدة الأسرة وإضافة قليل من الأشياء التي ربما لم يره أحد من قبل. تم أفالانش البرامج التي تعمل في تعاون وثيق مع الفنانين بيكسار لجلب الفكاهة وشخصية فيلم روائي طويل في الحياة.
لاري ذا كيبل جاي، بروس كامبل، جيف غوردون توماس كريتشمان، جو مانتيجنا، بيتر جاكوبسون، مايكل كين، إميلي مورتيمر، توني شلهوب، غويدو كواروني، بول دولي، لويد شير، جنيفر لويس، جون تورتورو وإدي إيزارد مكرر أدوارهم من الفيلم. أوين ويلسون هو الممثل الوحيد بعدم العودة، وحلت محلها كيث فيرجسون.

## الاستقبال
استقبل كارز 2 استقبال حسنا من قبل النقاد، برصيد 74 و 75 على ميتاكريتيك لأجهزة إكس بوكس 360 وبلاي ستيشن 3 إصدارات التوالي. أعطى آي جي إن اللعبة على 8 من أصل 10 تصنيف، مبينا أن «كارز 2 هي لعبة متعددة اللاعبين العظيمة مثلما في ماريو كارت.» أعطى المجلة الرسمية إكس بوكس 360 كان 7.5 من أصل 10 تصنيف. مشيدا سباق المرح ومصقول ولكن انتقاد حقيقة أن اللعب على الإنترنت كان في عداد المفقودين من العنوان. أعطى اللعبة المخبر عنوان ل7.75 من أصل 10 تصنيف، واصفا إياه تجربة سباق مرضية. أعطى جيم سبوت جوستين كالفيرت كان 7.5 من أصل 10 تصنيف، مشيدا الوضع الوظيفي وتصاميم المسار. انه، ومع ذلك، مستاء أنه لم يكن هناك وضع على شبكة الإنترنت كما هو متوقع، وكذلك لا تتجول حرة على عكس سابقاتها.

## وصلات خارجية
- الموقع الرسمي
- فيديو مراجعة للنسخة العربية على يوتيوب
- فيديو لرؤية الدقائق الخمسة الأولى لللّعبة بالعربية على يوتيوب
- فيديو لرؤية ربع ساعة الأولى لللّعبة بالإنجليزية على يوتيوب
- فيديو لرؤية ربع ساعة الثانية لللّعبة بالإنجليزية على يوتيوب